# Stawy w Objezierzu
Stawy w Objezierzu – grupa stawów rybnych na Samicy Kierskiej, zlokalizowana w gminie Oborniki, na południowy zachód od Objezierza.

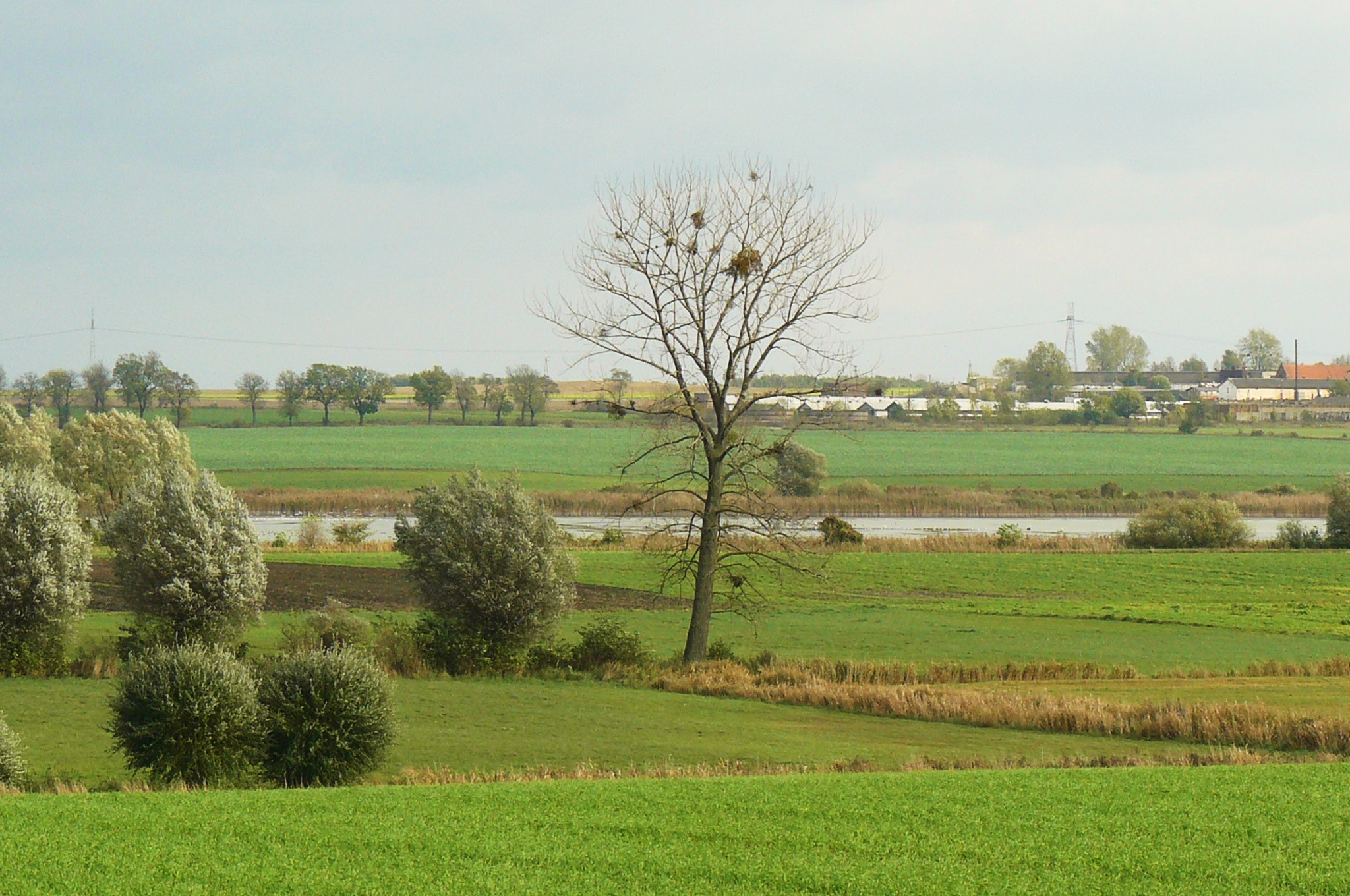
Widok ogólny

Stawy stanowią największy zbiornik wodny na terenie gminy. Ich łączna powierzchnia wynosi około 160 ha. Objęte są (wraz z częścią doliny Samicy) obszarem ochronnym Natura 2000. Obszar ma wysoką rangę, jeśli chodzi o lęgowiska oraz miejsca odpoczynku dla ptaków w czasie ich wędrówek. Szczególnie cenne są stada sieweczkowatych. Oprócz prawie wszystkich gatunków polskich kaczek, zaobserwować można tu: biegusy zmienne, biegusy malutkie, piaskowce, sieweczki obrożne, bataliony, brodźce śniade, kwokacze, kuliki wielkie, bekasy, kszyki, czajki, siewki złote, gęsi zbożowe i gęsi białoczelne (bywa, że w niektórych latach nocuje tu około 10.000 gęsi). Podczas wędrówek zatrzymują się tu stada łabędzi krzykliwych i łabędzi czarnodziobych. Najliczniejsze są, odbywające tu lęgi, łabędzie nieme (czasem ponad 200 osobników). Jesienią zlatują tu na noclegi żurawie (okoliczne, rozległe pola stanowią ich zaplecze żerowe). Z drapieżników zaobserwować można tutaj: myszołowa, jastrzębie i krogulce. Regularnie latają tu bieliki (nawet cztery pary naraz). Rzadziej obecne są sokoły wędrowne i drzemliki. Zaobserwowano także kazarki rdzawe.